# Guardian: The Lonely and Great God
Guardian: The Lonely and Great God (Hangul: 쓸쓸하고 찬란하神 – 도깨비; RR: Sseulsseulhago Chanlanhasin – Dokkaebi) és una sèrie de televisió sud-coreana protagonitzada per Gong Yoo en el paper principal amb Kim Go-eun, Lee Dong-wook, Yoo In-na i Yook Sung-jae. Es va mostrar a la xarxa de cable tvN del 2 de desembre de 2016 al 21 de gener de 2017. El drama va ser escrit per l'escriptor popular de dramatúrgia Kim Eun-sook. A partir del febrer de 2020, és el cinquè drama coreà més ben valorat de la història de la televisió per cable.

## Repartiment
- Gong Yoo - Kim Shin / Goblin
- Kim Go-eun - Ji Eun-tak
- Lee Dong-wook - Grim Reaper
- Yoo In-na - Sunny
- Yook Sung-jae - Yoo Deok-hwa